# Arcidiocesi di Ayacucho
L'arcidiocesi di Ayacucho (in latino Archidioecesis Ayacuquensis) è una sede metropolitana della Chiesa cattolica in Perù. Nel 2022 contava 601.269 battezzati su 707.388 abitanti. È retta dall'arcivescovo Salvador Piñeiro García-Calderón.

## Territorio
L'arcidiocesi comprende la regione peruviana di Ayacucho, tranne le province di Parinacochas e Paucar del Sara Sara e parte della provincia di Lucanas, che appartengono alla prelatura territoriale di Caravelí.
Sede arcivescovile è la città di Ayacucho, dove si trova la cattedrale di Santa Maria delle Nevi.
Il territorio si estende su 21.749 km² ed è suddiviso in 50 parrocchie.

### Provincia ecclesiastica
La provincia ecclesiastica di Ayacucho, istituita nel 1966, comprende 2 suffraganee:
- prelatura territoriale di Caravelí
- diocesi di Huancavelica

## Storia
La diocesi di Huamanga fu eretta il 20 luglio 1609 con la bolla Divinae maiestatis di papa Paolo V, ricavandone il territorio dalla diocesi di Cusco (oggi arcidiocesi). Originariamente era suffraganea dell'arcidiocesi di Lima.
Nel 1632 il vescovo Francisco Verdugo Cabrera iniziò la costruzione della cattedrale, che fu consacrata da Cristóbal de Castilla y Zamora nel 1672.
Nel 1681 fu istituito il seminario diocesano.
Il 28 maggio 1803 cedette una porzione del suo territorio a vantaggio dell'erezione della diocesi di Maynas (oggi diocesi di Chachapoyas).
Nel 1825 la città di Huamanga assunse il nome di Ayacucho.
Il 5 febbraio 1900 cedette un'altra porzione di territorio a vantaggio dell'erezione della prefettura apostolica di Ucayali (successivamente soppressa).
Il 23 maggio 1943 la diocesi di Huamanga entrò a far parte della provincia ecclesiastica di Cusco.
Il 18 dicembre 1944, il 21 novembre 1957 e il 28 aprile 1958 cedette ulteriori porzioni di territorio a vantaggio dell'erezione rispettivamente della diocesi di Huancavelica, della prelatura territoriale di Caravelí e della diocesi di Abancay.
Il 30 giugno 1966 è stata elevata al rango di arcidiocesi metropolitana con la bolla Suprema ea usi di papa Paolo VI e ha assunto il nome attuale.

## Cronotassi dei vescovi
Si omettono i periodi di sede vacante non superiori ai 2 anni o non storicamente accertati.
- Agustín de Carvajal, O.S.A. † (7 maggio 1612 - 1621 deceduto)
- Francisco Verdugo Cabrera † (14 marzo 1622 - 20 luglio 1636 deceduto)
- Gabriel de Zarate, O.P. † (14 dicembre 1637 - 1638 deceduto)
- Antonio Conderina Vega, O.S.A. † (26 maggio 1642 - 1649 deceduto)
- Andrés García de Zurita † (1649 succeduto - 4 aprile 1650 nominato vescovo di Trujillo)
- Francisco de Godoy † (2 maggio 1650 - 1º settembre 1659 nominato vescovo di Trujillo)
- Cipriano de Medina, O.P. † (16 febbraio 1660 - 1664 deceduto)
- Vasco Jacinto de Contreras y Valverde † (7 giugno 1666 - 2 marzo 1667 deceduto)[4]
- Cristóbal de Castilla y Zamora † (11 giugno 1668 - 8 novembre 1677 nominato vescovo di La Plata)
  - Antonio de San Pedro, O.Cist. † (22 novembre 1677 - ? deceduto) (vescovo eletto)
- Sancho Pardo de Andrade de Figueroa y Cárdenas † (12 giugno 1679 - 15 novembre 1688 nominato vescovo di Quito)
  - Francisco Luis de Bruna Rico † (6 dicembre 1688 - 1689 deceduto) (vescovo eletto)
- Mateo Delgado † (12 dicembre 1689 - luglio 1695 deceduto)
- Diego Ladrón de Guevara † (11 aprile 1699 - 15 settembre 1704 nominato vescovo di Quito)[5]
  - Sede vacante (1704-1716)
- Francisco de Deza y Ulloa † (7 dicembre 1716 - 22 aprile 1722 deceduto)
- Alfonso López Roldán, O.S.Bas. † (30 agosto 1723 - 22 febbraio 1741 deceduto)
- Miguel Bernardino de la Fuenta y Rojas † (7 agosto 1741 - 1742 deceduto)
- Francisco Gutiérrez Galeano, O. de M. † (25 gennaio 1745 - 12 ottobre 1748 deceduto)
- Felipe Manrique de Lara † (23 febbraio 1750 - 31 gennaio 1763 deceduto)
- José Luis de Lila y Moreno, O.S.A. † (20 agosto 1764 - gennaio 1769 deceduto)
- Miguel Moreno y Ollo † (12 marzo 1770 - 11 settembre 1780 deceduto)
- Francisco López Sánchez † (10 dicembre 1781 - 2 marzo 1790 deceduto)
- Bartolomé Fabro Palacios † (11 aprile 1791 - 10 luglio 1795 deceduto)
- Francisco Matienzo Bravo de Rivero † (27 giugno 1796 - 1802 deceduto)
- José Antonio Martínez de Aldunate † (26 marzo 1804 - 1810 nominato arcivescovo di Santiago del Cile)
- José Vicente Silva y Olave † (15 marzo 1815 - 1816 deceduto)
- Pedro Gutiérrez de Coz † (16 marzo 1818 - 13 marzo 1826 nominato vescovo di San Juan)
  - Sede vacante (1826-1841)
  - Juan Rodríguez Raymúndez † (17 settembre 1838, ma 25 maggio 1838 deceduto) (vescovo eletto postumo)
- Santiago José O' Phelan † (12 luglio 1841 - 22 settembre 1857 deceduto)
- José Francisco Ezequiel Moreyra † (27 marzo 1865 - 23 marzo 1874 deceduto)
- Juan José de Polo † (17 settembre 1875 - novembre 1882 deceduto)
  - Sede vacante (1882-1893)
- Julian Cáceres Negrón † (19 gennaio 1893 - prima del 21 febbraio 1900 dimesso[6])
- Fidel Olivas Escudero † (19 aprile 1900 - 12 aprile 1935 deceduto)
- Francisco Solano Muente y Campos, O.F.M. † (30 maggio 1936 - 21 luglio 1939 dimesso[7])
- Victor Álvarez Huapaya, S.D.B. † (15 dicembre 1940 - 2 marzo 1958 deceduto)
- Otoniel Alcedo Culquicóndor, S.D.B. † (28 agosto 1958 - 20 novembre 1979 dimesso)
- Federico Richter Fernández-Prada, O.F.M. † (20 novembre 1979 succeduto - 23 maggio 1991 dimesso)
  - Sede vacante (1991-1995)
- Juan Luis Cipriani Thorne (13 maggio 1995[8] - 9 gennaio 1999 nominato arcivescovo di Lima)
  - Sede vacante (1999-2001)[9]
- Luis Abilio Sebastiani Aguirre, S.M. † (13 giugno 2001 - 6 agosto 2011 ritirato)
- Salvador Piñeiro García-Calderón, dal 6 agosto 2011

## Statistiche
L'arcidiocesi nel 2022 su una popolazione di 707.388 persone contava 601.269 battezzati, corrispondenti all'85,0% del totale.
| anno | popolazione | popolazione | popolazione | presbiteri | presbiteri | presbiteri | presbiteri                | diaconi | religiosi | religiosi | parrocchie |
| anno | battezzati  | totale      | %           | numero     | secolari   | regolari   | battezzati per presbitero | diaconi | uomini    | donne     | parrocchie |
| ---- | ----------- | ----------- | ----------- | ---------- | ---------- | ---------- | ------------------------- | ------- | --------- | --------- | ---------- |
| 1950 | 520.543     | 531.166     | 98,0        | 73         | 56         | 17         | 7.130                     |         | 26        | 98        | 63         |
| 1959 | 300.000     | 300.000     | 100,0       | 65         | 50         | 15         | 4.615                     |         | 11        | 82        | 50         |
| 1966 | ?           | 680.562     | ?           | 81         | 60         | 21         | ?                         |         | 28        | 118       | 42         |
| 1970 | 350.000     | 400.000     | 87,5        | 5          | 1          | 4          | 70.000                    |         | 4         |           | 41         |
| 1976 | 350.000     | 400.200     | 87,5        | 48         | 38         | 10         | 7.291                     |         | 15        | 93        | 47         |
| 1980 | 360.850     | 407.100     | 88,6        | 42         | 34         | 8          | 8.591                     |         | 17        | 74        | 47         |
| 1990 | 810.000     | 1.020.000   | 79,4        | 30         | 24         | 6          | 27.000                    |         | 8         | 111       | 20         |
| 1999 | 554.000     | 584.000     | 94,9        | 44         | 30         | 14         | 12.590                    |         | 15        | 117       | 30         |
| 2000 | 393.365     | 491.706     | 80,0        | 39         | 25         | 14         | 10.086                    |         | 17        | 111       | 47         |
| 2001 | 369.500     | 492.706     | 75,0        | 36         | 22         | 14         | 10.263                    |         | 19        | 99        | 47         |
| 2002 | 346.000     | 493.706     | 70,1        | 46         | 33         | 13         | 7.521                     |         | 18        | 114       | 48         |
| 2003 | 324.162     | 498.710     | 65,0        | 46         | 33         | 13         | 7.047                     |         | 17        | 114       | 48         |
| 2004 | 299.646     | 499.410     | 60,0        | 44         | 32         | 12         | 6.810                     |         | 16        | 119       | 24         |
| 2006 | 297.000     | 511.000     | 58,1        | 46         | 35         | 11         | 6.456                     | 3       | 21        | 130       | 24         |
| 2012 | 560.660     | 659.600     | 85,0        | 57         | 42         | 15         | 9.836                     |         | 21        | 123       | 50         |
| 2015 | 578.977     | 681.149     | 85,0        | 53         | 38         | 15         | 10.924                    |         | 18        | 124       | 50         |
| 2018 | 598.145     | 703.700     | 85,0        | 48         | 32         | 16         | 12.461                    |         | 18        | 123       | 50         |
| 2020 | 585.359     | 688.657     | 85,0        | 52         | 36         | 16         | 11.256                    |         | 17        | 129       | 50         |
| 2022 | 601.269     | 707.388     | 85,0        | 54         | 40         | 14         | 11.134                    |         | 15        | 112       | 50         |